# Aldo Bonadei
Aldo Cláudio Felipe Bonadei (São Paulo, 17 de junio de 1906 — São Paulo, 16 de enero de 1974) fue un pintor brasileño, y destacado integrante del Grupo Santa Helena por su formación más erudita.
El interés por diferentes áreas lo llevó a desarrollar actividades en poesía, moda y teatro. El artista tuvo una importante actuación, entre los años 1930 y 1940, en la consolidación del arte moderno paulista y fue uno de los pioneros en el desarrollo del arte abstracta en el Brasil.
En el final de la década de 1950 actuó como diseñador de vestuario en la Companhia Nydia Lícia - Sérgio Cardoso y en dos filmes de Walter Hugo Khouri.